# Вівтар Сан Джоббе
Вівтар Сан Джоббе( італ. Pala di San Giobbe) — вівтарна картина, котру створив венеційський художник Джованні Белліні в другій половині 1480-х років.

## Йов Багатостраждальний
Йов (бл. 2000–1500 до Р. Х., за венеційською говіркою Джоббе) — старозавітний праведник, що жив на схід від Палестини. Йов нібито відрізнявся справедливістю, усе життя намагався догодити верховному Богу. Господь нагородив його за благочестя земними благами і багатством. Він володів стадом, в якому були сотні голів великої рогатої худоби і тисячі дрібної. У нього було семеро синів. Заздрізником Йова став сам сатана. Він став зводити наклеп перед Богом на праведного Йова. І всемогутній та всещедрий повірив наклепу та відібрав багатства Йова. Диявол не заспокоївся і Бог знову отримав черговий наклеп. На цей раз Бог відібрав у Йова здоров'я та наслав на нього хвороби. Страждання Йова та його хвороби і зацікавили венеційців, мешканців портового міста, котре роками потерпало від різних хвороб.
Так, Йов Багатостраждальний почав сприйматися як покровитель і захисник від хворб як і святий Рох та святий Себастьян. Вівтар з фігурою Йова Багатостраждального і дав назву новому твору художника Джованні Белліні.

## Опис і аналіз твору
Великий за розмірами образ (близько п'яти метрів заввишки) був створений для бічного вівтаря венеційської церкви Сан Джоббе. Були використані дерев'яні дошки, покладені горизонтально. Розраховуючи композицію, Белліні вдало розмістив обличчя Богородиці та святих на тих ділянках дощок, що не перехрещені їх кордонами.
Богородицю подано на троні, котрий оточують святі. Серед них праворуч св. Домінік, Луї Тулузький і святий Себастьян. Ліворуч розташовані Іван Хреститель, святий Йов Багатостраждальний та Францис Ассізький. Частка святих заглиблена у власні думки чи власні пошуки істини (святий Себастьян, святий Домінік, Франциск Ассізький взагалі повернутий до глядачів). Вважають, що фігура Франциска Ассізького була скопійована або ретельно вивчалась при створенні вівтаря роботи Джорджоне, відомого як Мадонна Кастельфранко.
Джованні Белліні відрізнявся від братів-художників і колег-художників тим, що постійно навчався і вдосконалював то власні композиції, то зображення. В свою чергу він старанно вивчав вівтар Сан Кассіано, котрий створив італійський художник Антонелло да Мессіна в 1475-1476 роках. Доволі традиційними були зображення янголів з музичними інструментами, що розмістились у підніжжя трону Богородиці.
Мадонни роботи Джованні Белліні давно мали попит серед вірян-венеційців. Вівтарний образ церкви Сан Джоббе швидко став популярним у місті і про нього сповіщали як про християнську та мистецьку родзинку міста Венеція.

## Галерея (фрагменти вівтаря Сан Джоббе)

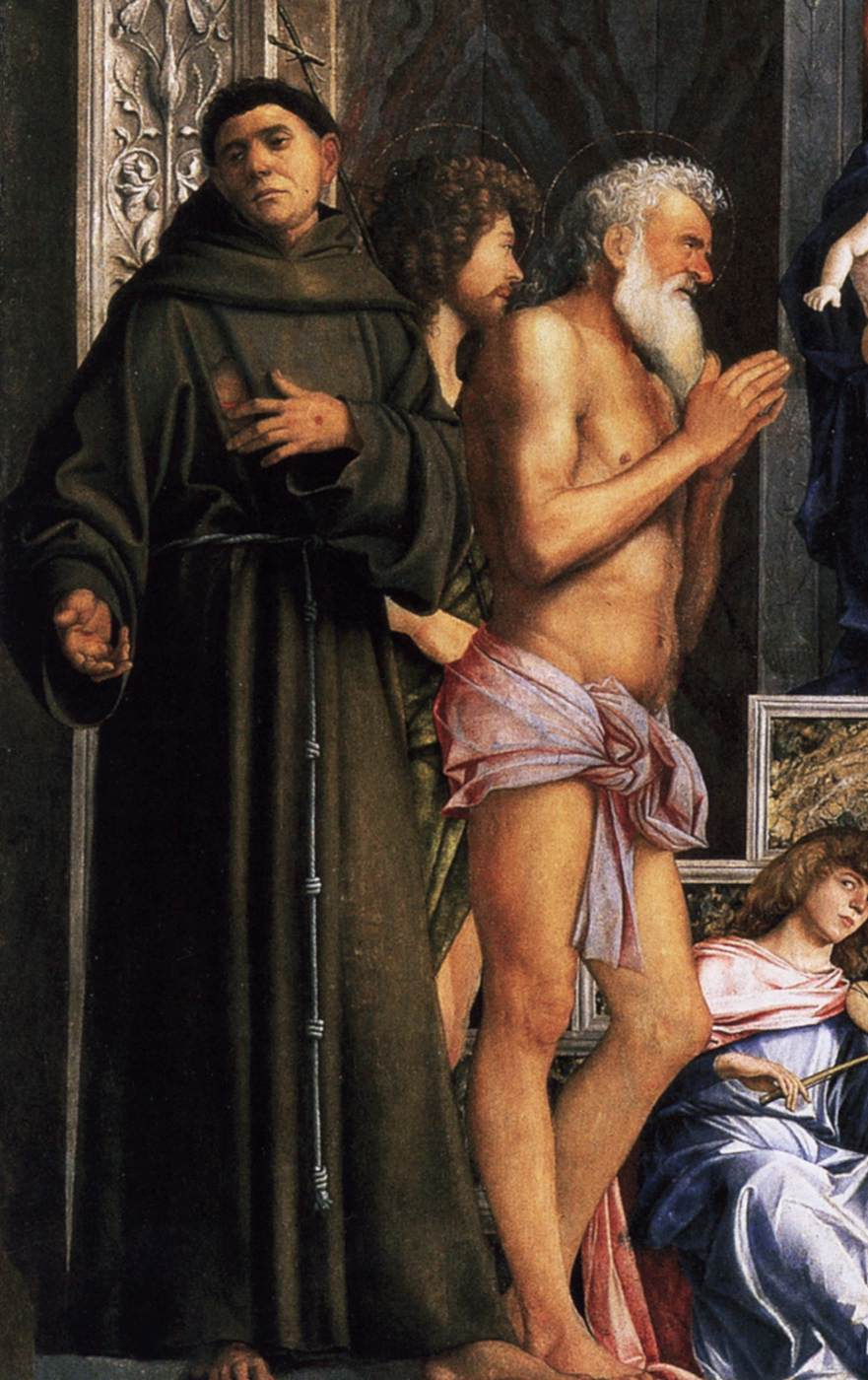
Фрагмент вівтаря з фігурою оголеного Йова.

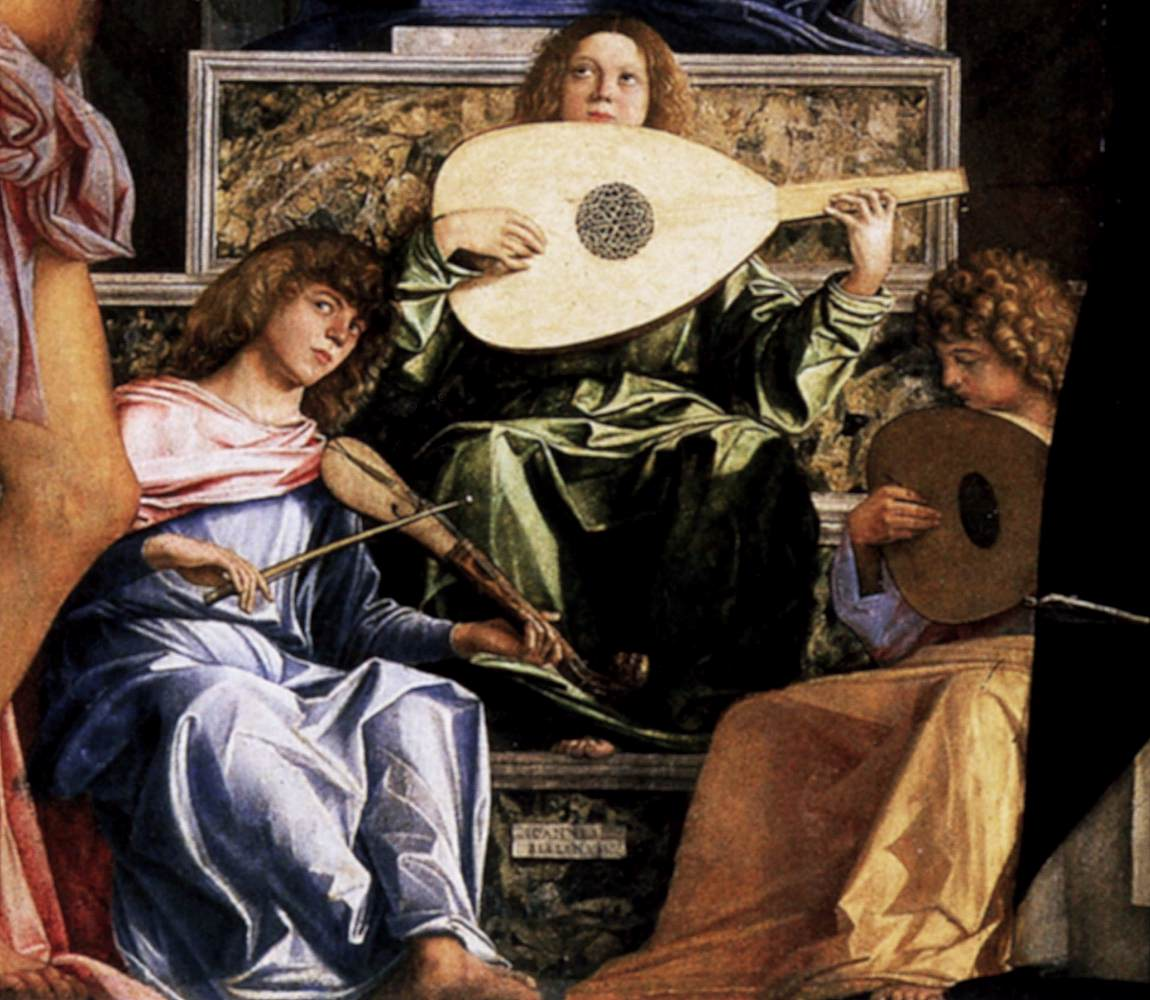
Джованні Белліні. «Музика янголів»
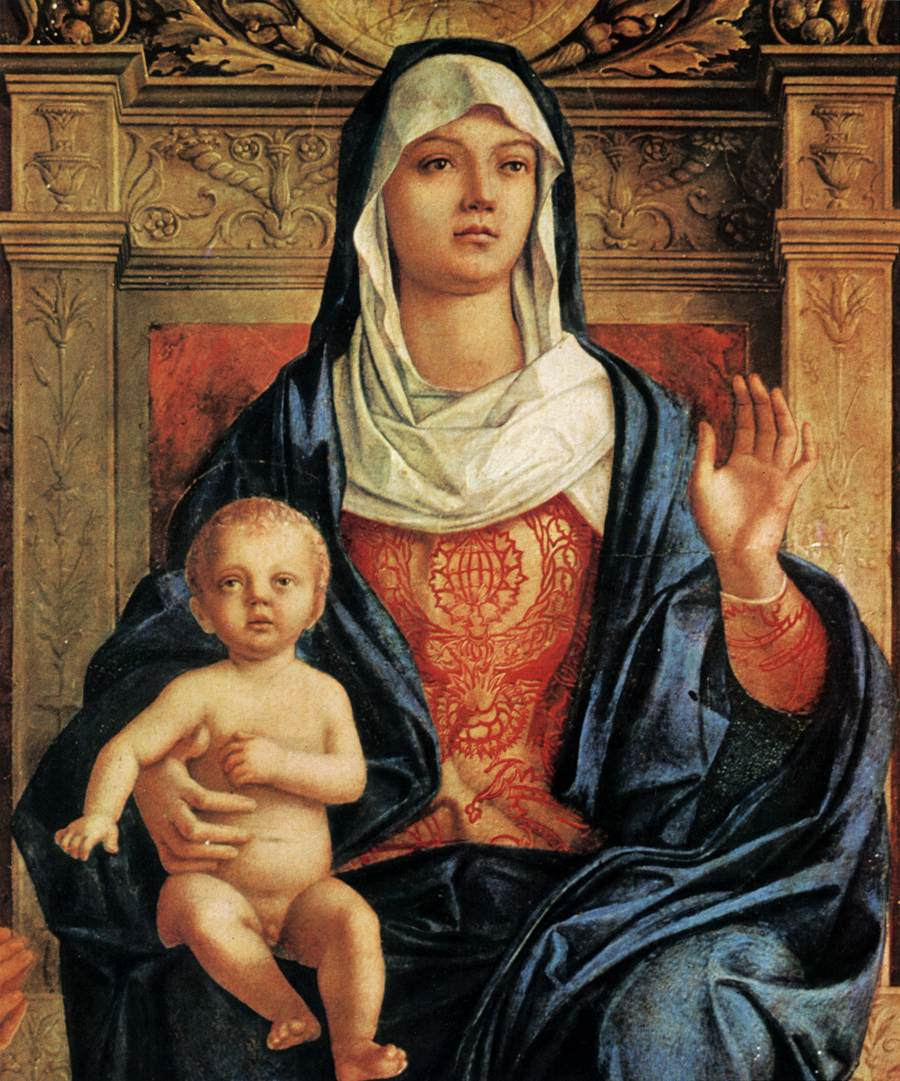
Джованні Белліні. «Мадонна на троні»
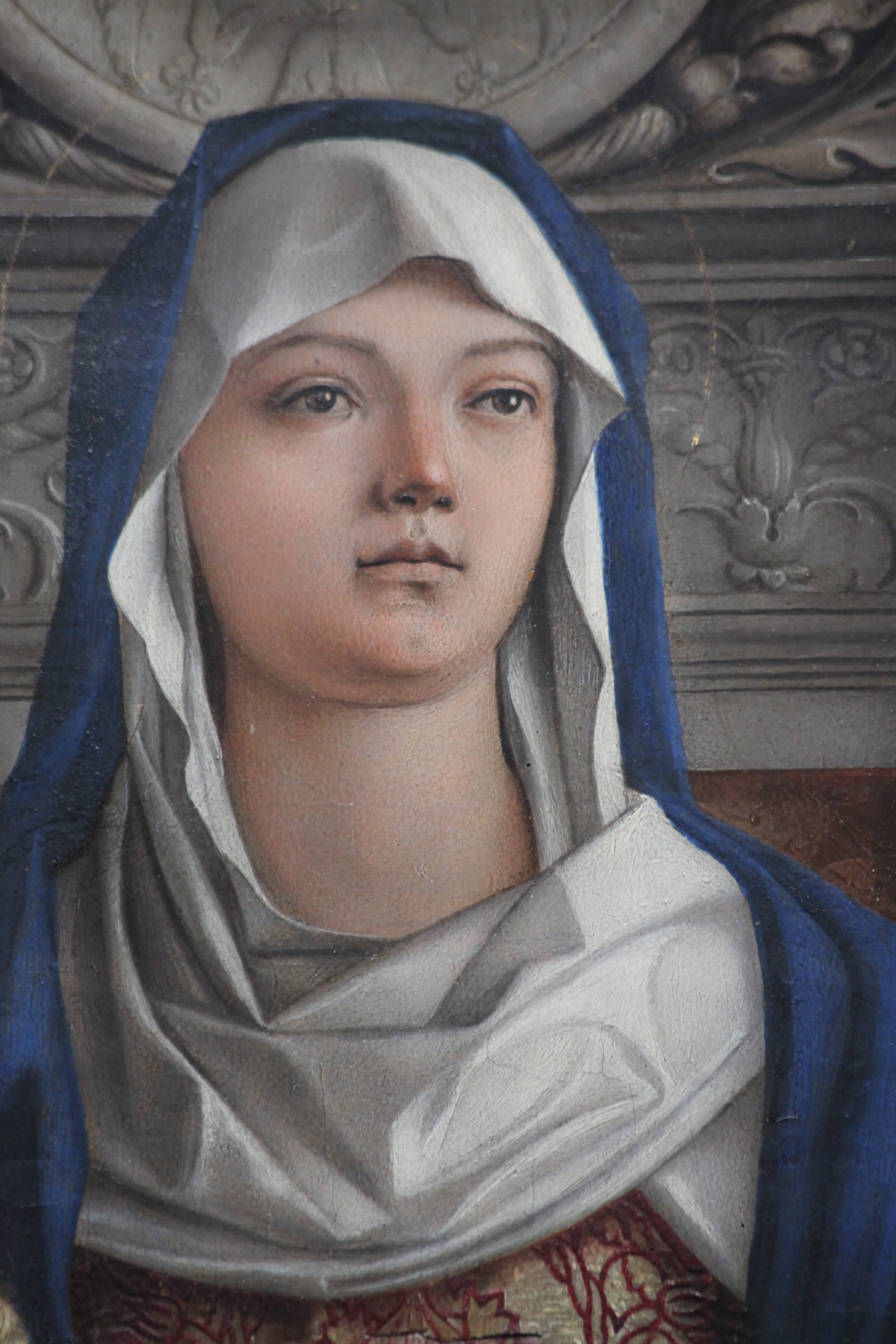
Джованні Белліні. Обличчя Богородиці
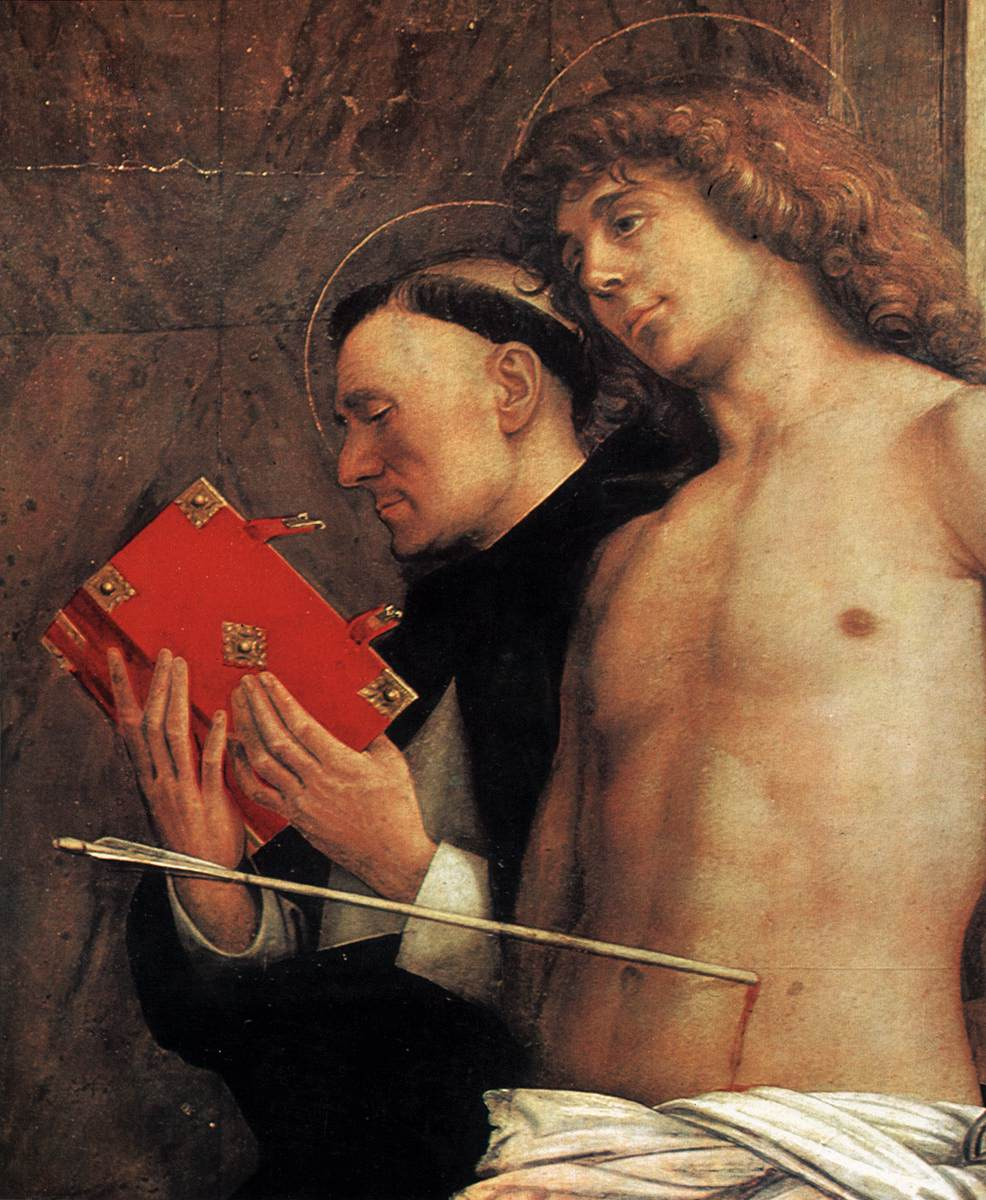
Джованні Белліні. Фрагмент зі св. Себастьяном